# Francis G. Slay
Francis Gerard Slay nacido el 18 de marzo de 1955 es un político estadounidense que es el alcalde número 45 de la ciudad de San Luis, Misuri desde el año 2001. Es el alcalde con mayor tiempo de servicio en la ciudad de San Luis habiendo sido reelegido en cuatro ocasiones siendo la última en abril de 2013.

## Educación y primeros años
Slay realizó sus primeros estudios el St. Mary's High School de San Luis en 1973. Estudió ciencias políticas en el Colegio Quincy y leyes en la Universidad de San Luis.